# Lista de filmes de magia
Esta é uma lista de filmes relacionados com magia, identificados pelo seu título original, ano de publicação e respectivo título em Portugal e no Brasil.

## B
- Bibi Blocksberg, 2002 (Bibi, A Bruxinha, no Brasil; Bibi - a Pequena Feiticeira, em Portugal)

## E
- Eragon, 2006 (Eragon, no Brasil e em Portugal)

## H
- Harry Potter and the Philosopher's Stone, 2001 (Harry Potter e a Pedra Filosofal, no Brasil e em Portugal)
- Harry Potter and the Chamber of Secrets, 2002 (Harry Potter e a Câmara Secreta, no Brasil; Harry Potter e a Câmara dos Segredos, em Portugal)
- Harry Potter and the Prisoner of Azkaban, 2004 (Harry Potter e o Prisioneiro de Azkaban, no Brasil e em Portugal)
- Harry Potter and the Goblet of Fire, 2005 (Harry Potter e o Cálice de Fogo, no Brasil e em Portugal)
- Harry Potter and the Order of the Phoenix, 2007 (Harry Potter e a Ordem da Fênix, no Brasil; Harry Potter e a Ordem da Fénix, em Portugal)
- Harry Potter and the Half-Blood Prince, 2009 (Harry Potter e o Enigma do Princípe, no Brasil; Harry Potter e o Príncipe Misterioso, em Portugal)
- Harry Potter and the Deathly Hallows - Parte 1, 2010 (Harry potter e as Relíquias da Morte - Parte 1, no Brasil; Harry Potter e os Talismãs da Morte - Parte 1, em Portugal)
- Harry Potter and the Deathly Hallows - Parte 2, 2011 (Harry potter e as Reliquias da Morte - Parte 2, no Brasil; Harry Potter e os Talismãs da Morte - Parte 2, em Portugal)

## J
- Jumanji, 1995 (Jumanji, no Brasil e em Portugal)

## M
- Mr. Magorium's Wonder Emporium, 2007 (A Loja Mágica de Brinquedos, no Brasil; O Maravilhoso Mundo dos Brinquedos, em Portugal)

## P
- Practical Magic, 1998 (Da Magia à Sedução, no Brasil; Magia e Sedução, em Portugal)

## S
- Sabrina, The Teenage Witch, 1996 (Sabrina, a Aprendiz de Feiticeira, no Brasil)
- Sabrina Goes to Rome, 1998 (Sabrina Vai à Roma, no Brasil)
- Sabrina Down Under, 1999 (Sabrina Vai à Austrália, no Brasil)

## T
- The Mistress of Spices, 2005 (O Sabor da Magia, no Brasil; O Sabor da Paixão, em Portugal)
- The Witches, 1990 (Convenção das Bruxas, no Brasil; Bruxas, em Portugal)
- The Sorcerer's Apprentice, 2010 (O Aprendiz de Feiticeiro, no Brasil e em Portugal)
- The Secret of Moonacre, 2008 (O Segredo do Vale da Lua, no Brasil)
- The Witches of Eastwick, 1987 (As Bruxas de Eastwick, no Brasil e em Portugal)
- The Mists of Avalon, 2001 (As Brumas de Avalon, no Brasil e em Portugal)
- The Craft, 1996 (Jovens Bruxas, no Brasil; O Feitiço, em Portugal)
- Twitches, 2005 (Twitches: Bruxinhas Gêmeas, no Brasil; Twitches, em Portugal)
- Twitches Too, 2007 (Twitches: Bruxinhas Gêmeas 2, no Brasil; Twitches 2: O Poder das Gémeas, em Portugal)